# Belloc
Pour les articles homonymes, voir Belloc (homonymie).
Belloc (Bèllòc en occitan languedocien) est une commune française, située dans le département de l'Ariège en région Occitanie.
Localisée dans le nord-est du département, la commune  fait partie, sur le plan historique et culturel, du pays d'Olmes, haut lieu de la tragédie cathare alliant des paysages d'une extrême diversité. Exposée à un climat océanique altéré, elle est drainée par le  Touyre et par divers autres petits cours d'eau. La commune possède un patrimoine naturel remarquable composé de trois zones naturelles d'intérêt écologique, faunistique et floristique.
Belloc est une commune rurale qui compte 84 habitants en 2022, après avoir connu un pic de population de 400 habitants en 1793. Elle fait partie de l'aire d'attraction de Lavelanet. Ses habitants sont appelés les Bellociens ou Bellociennes.

## Géographie

### Localisation
- 1Carte dynamique
- 2Carte OpenStreetMap
- 3Carte topographique
- 4Carte avec les communes environnantes

La commune de Belloc se trouve dans le département de l'Ariège, en région Occitanie.
Elle se situe à 27 km à vol d'oiseau de Foix, préfecture du département, à 28 km de Pamiers, sous-préfecture, et à 10 km de Mirepoix, bureau centralisateur du canton de Mirepoix dont dépend la commune depuis 2015 pour les élections départementales.
La commune fait en outre partie du bassin de vie de Lavelanet.
Les communes les plus proches sont : 
Camon (3,1 km), Léran (3,2 km), Saint-Quentin-la-Tour (3,4 km), Lagarde (4,1 km), Régat (4,6 km), Troye-d'Ariège (4,6 km), Aigues-Vives (4,9 km), Sonnac-sur-l'Hers (5,2 km).
Sur le plan historique et culturel, Belloc fait partie du pays d'Olmes, haut lieu de la tragédie cathare alliant des paysages d'une extrême diversité.
Les communes limitrophes sont  Camon, Léran, Montbel, Saint-Quentin-la-Tour et Troye-d'Ariège.
| Saint-Quentin-la-Tour |        | Camon   |
| Troye-d'Ariège        | Belloc |         |
| Léran                 |        | Montbel |

### Géologie et relief
La commune est située dans le Bassin aquitain, le deuxième plus grand bassin sédimentaire de la France après le Bassin parisien, certaines parties étant recouvertes par des formations superficielles. Les terrains affleurants sur le territoire communal sont constitués de roches sédimentaires datant du Cénozoïque, l'ère géologique la plus récente sur l'échelle des temps géologiques, débutant il y a 66 millions d'années. La structure détaillée des couches affleurantes est décrite dans les feuilles « n°1058 - Mirepoix » et « n°1076 - Lavelanet » de la carte géologique harmonisée au 1/50 000ème du département de l'Ariège, et leurs notices associées,.
La superficie cadastrale de la commune publiée par l’Insee, qui sert de références dans toutes les statistiques, est de 9,54 km2,. La superficie géographique, issue de la BD Topo, composante du Référentiel à grande échelle produit par l'IGN, est quant à elle de 9,72 km2.L'altitude du territoire varie entre 345 m et 491 m.

### Hydrographie
La commune est dans le bassin versant de la Garonne, au sein du bassin hydrographique Adour-Garonne. Elle est drainée par le Touyre, le ruisseau de Font Rioux, le ruisseau Longis et par divers petits cours d'eau, constituant un réseau hydrographique de 11 km de longueur totale,.
Le Touyre, d'une longueur totale de 39,2 km, prend sa source dans la commune de Montferrier et s'écoule du sud vers le nord. Il traverse la commune et se jette dans l'Hers-Vif à Lagarde, après avoir traversé 10 communes.

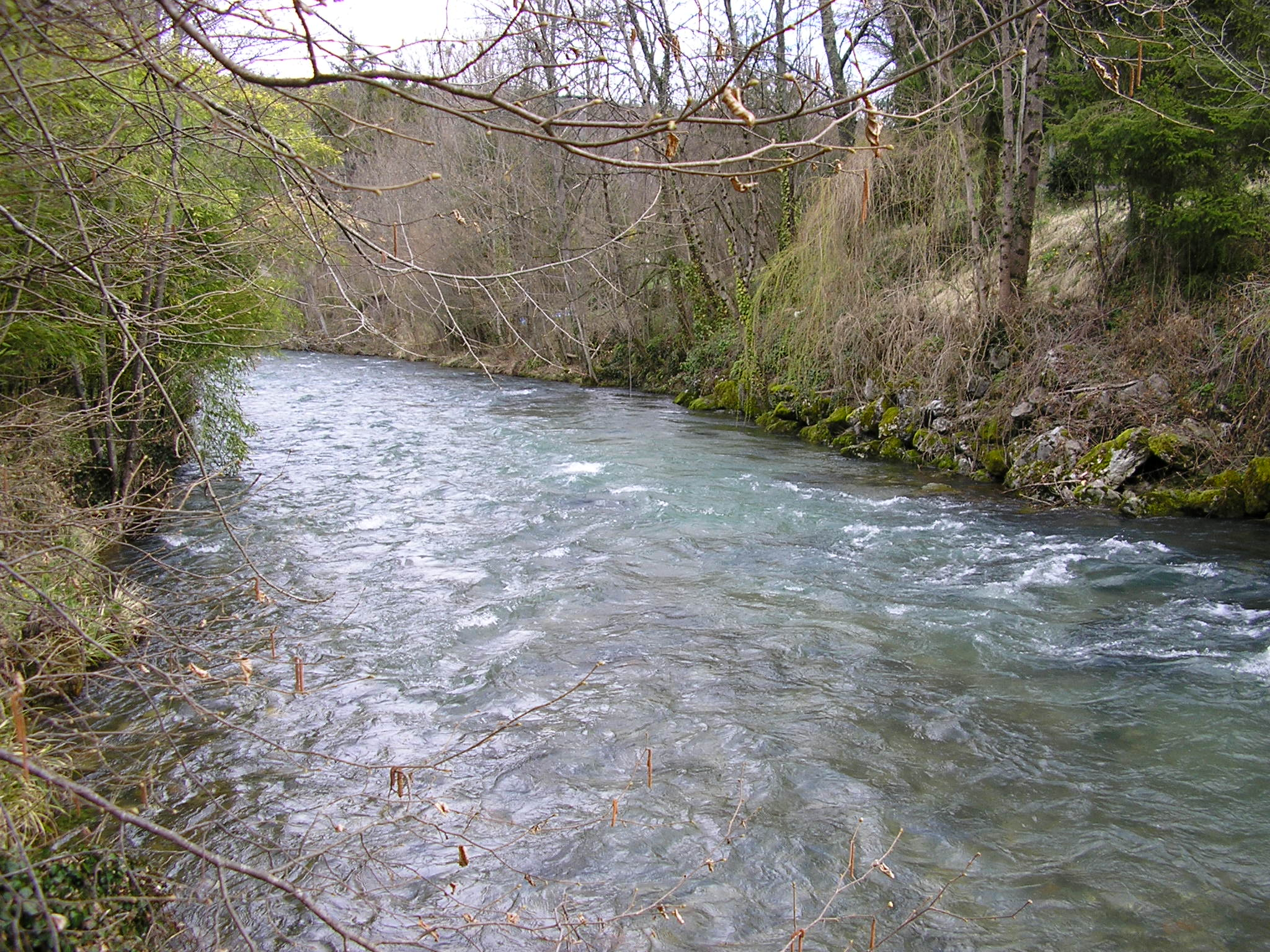
L'Hers-Vif.
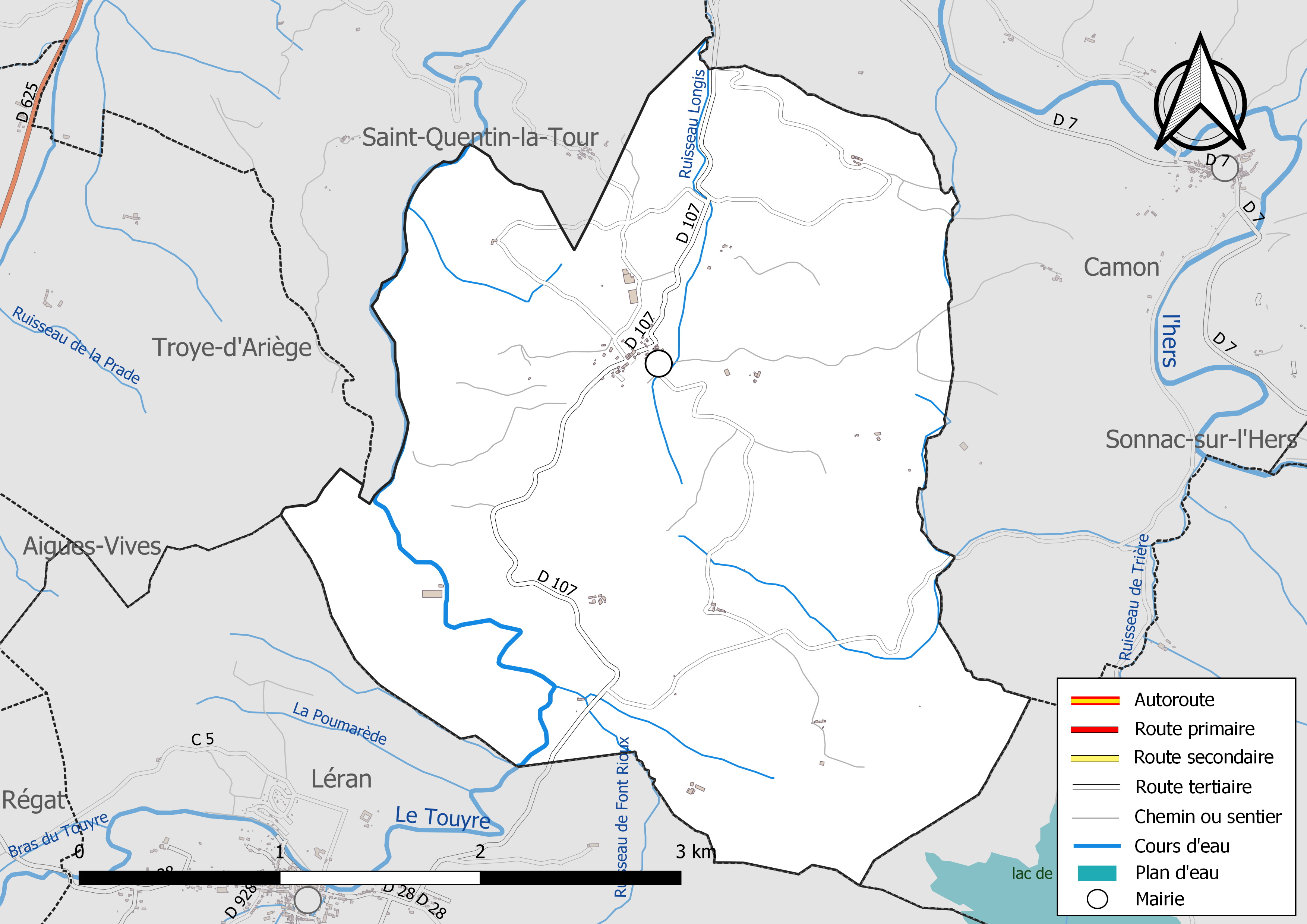
Réseaux hydrographique et routier de Belloc

### Climat
Pour des articles plus généraux, voir Climat de l'Occitanie et Climat de l'Ariège.
En 2010, le climat de la commune est de type climat océanique altéré, selon une étude s'appuyant sur une série de données couvrant la période 1971-2000. En 2020, Météo-France publie une typologie des climats de la France métropolitaine dans laquelle la commune est exposée à un climat de montagne et est dans une zone de transition entre les régions climatiques « Pyrénées orientales » et « Pyrénées centrales ».
Pour la période 1971-2000, la température annuelle moyenne est de 12,4 °C, avec une amplitude thermique annuelle de 15,7 °C. Le cumul annuel moyen de précipitations est de 884 mm, avec 10,1 jours de précipitations en janvier et 6 jours en juillet. Pour la période 1991-2020, la température moyenne annuelle observée sur la station météorologique la plus proche, située sur la commune de Léran à 3 km à vol d'oiseau, est de 12,5 °C et le cumul annuel moyen de précipitations est de 810,2 mm,. Pour l'avenir, les paramètres climatiques de la commune estimés pour 2050 selon différents scénarios d'émission de gaz à effet de serre sont consultables sur un site dédié publié par Météo-France en novembre 2022.

### Milieux naturels et biodiversité
L’inventaire des zones naturelles d'intérêt écologique, faunistique et floristique (ZNIEFF) a pour objectif de réaliser une couverture des zones les plus intéressantes sur le plan écologique, essentiellement dans la perspective d’améliorer la connaissance du patrimoine naturel national et de fournir aux différents décideurs un outil d’aide à la prise en compte de l’environnement dans l’aménagement du territoire.
Deux ZNIEFF de type 1 sont recensées sur la commune :
le « lac de Montbel et partie orientale du bas pays d'Olmes » (7 200 ha), couvrant 38 communes dont 30 dans l'Ariège et 8 dans l'Aude, et 
le « réseau hydrographique du Touyre entre Montferrier et Léran » (64 ha), couvrant 10 communes du département
et une ZNIEFF de type 2, : 
les « coteaux du Palassou » (26 749 ha), couvrant 48 communes dont 43 dans l'Ariège et 5 dans l'Aude.

Carte des ZNIEFF de type 1 et 2 à Belloc.
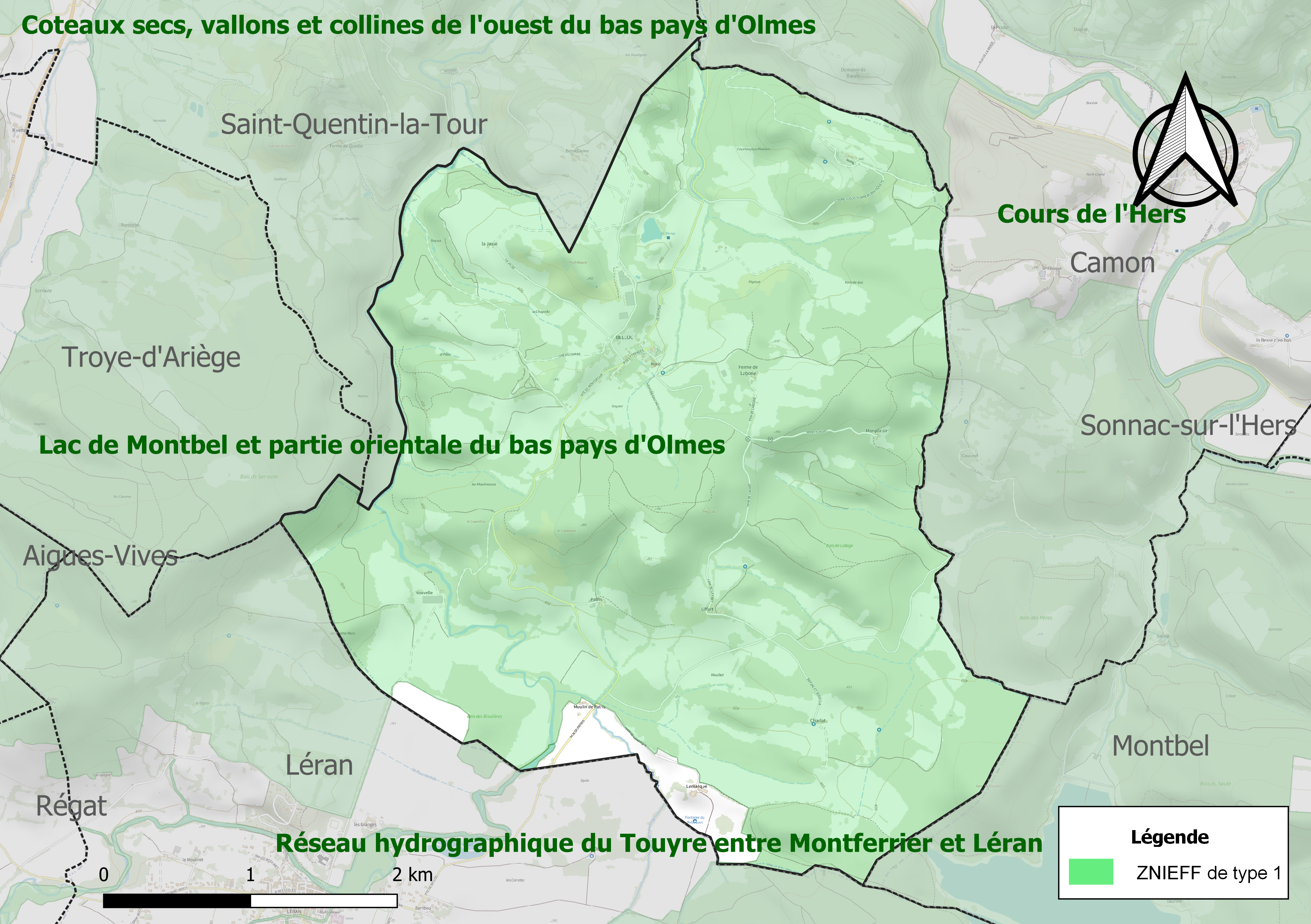
Carte des ZNIEFF de type 1 sur la commune.
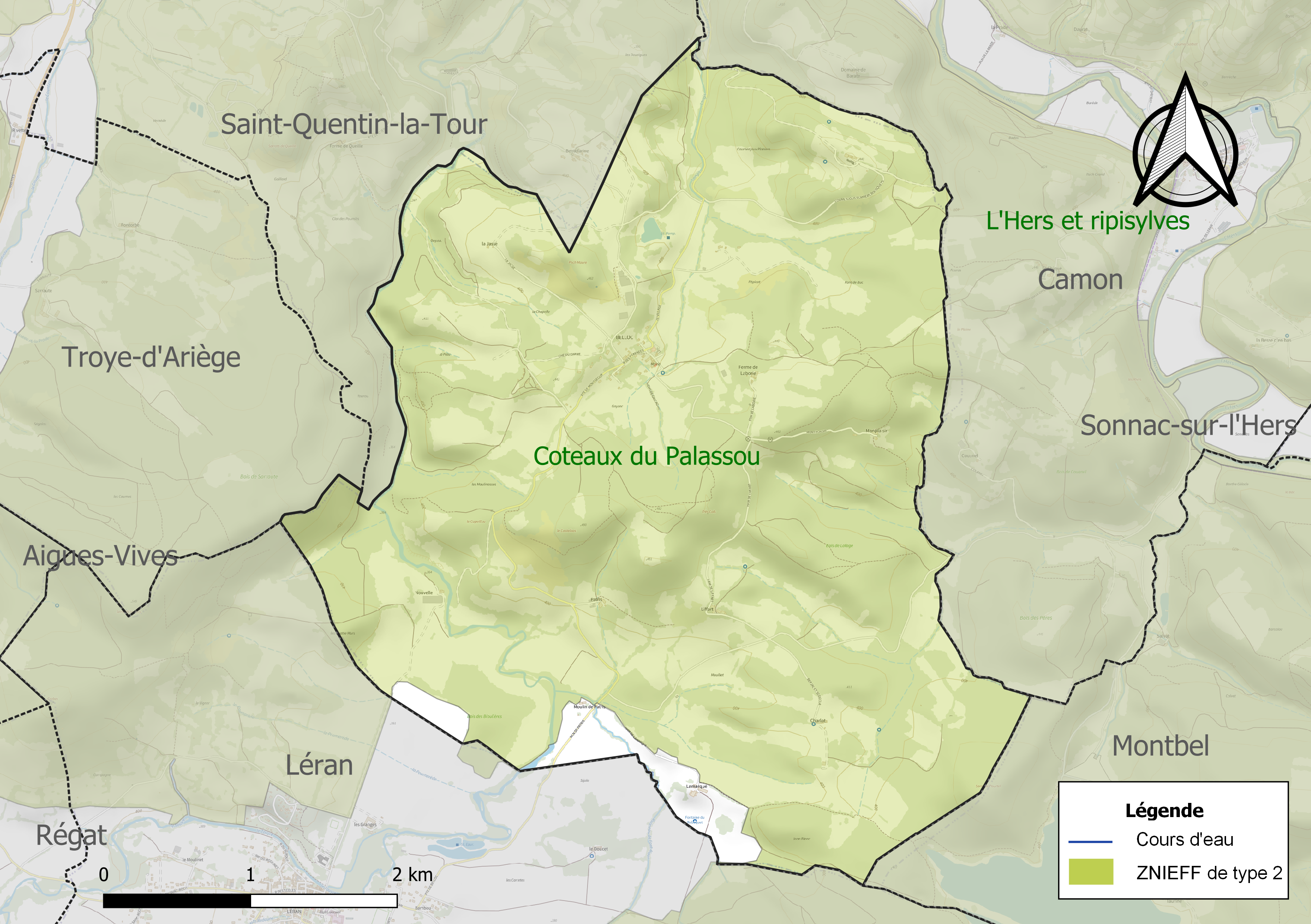
Carte de la ZNIEFF de type 2 sur la commune.

## Urbanisme

### Typologie
Au 1er janvier 2024, Belloc est catégorisée commune rurale à habitat dispersé, selon la nouvelle grille communale de densité à 7 niveaux définie par l'Insee en 2022.
Elle est située hors unité urbaine. Par ailleurs la commune fait partie de l'aire d'attraction de Lavelanet, dont elle est une commune de la couronne,. Cette aire, qui regroupe 28 communes, est catégorisée dans les aires de moins de 50 000 habitants,.

### Occupation des sols
L'occupation des sols de la commune, telle qu'elle ressort de la base de données européenne d’occupation biophysique des sols Corine Land Cover (CLC), est marquée par l'importance des territoires agricoles (61,8 % en 2018), une proportion identique à celle de 1990 (61,8 %). La répartition détaillée en 2018 est la suivante : 
forêts (38,1 %), prairies (38 %), zones agricoles hétérogènes (22,7 %), terres arables (1,1 %). L'évolution de l’occupation des sols de la commune et de ses infrastructures peut être observée sur les différentes représentations cartographiques du territoire : la carte de Cassini (XVIIIe siècle), la carte d'état-major (1820-1866) et les cartes ou photos aériennes de l'IGN pour la période actuelle (1950 à aujourd'hui).

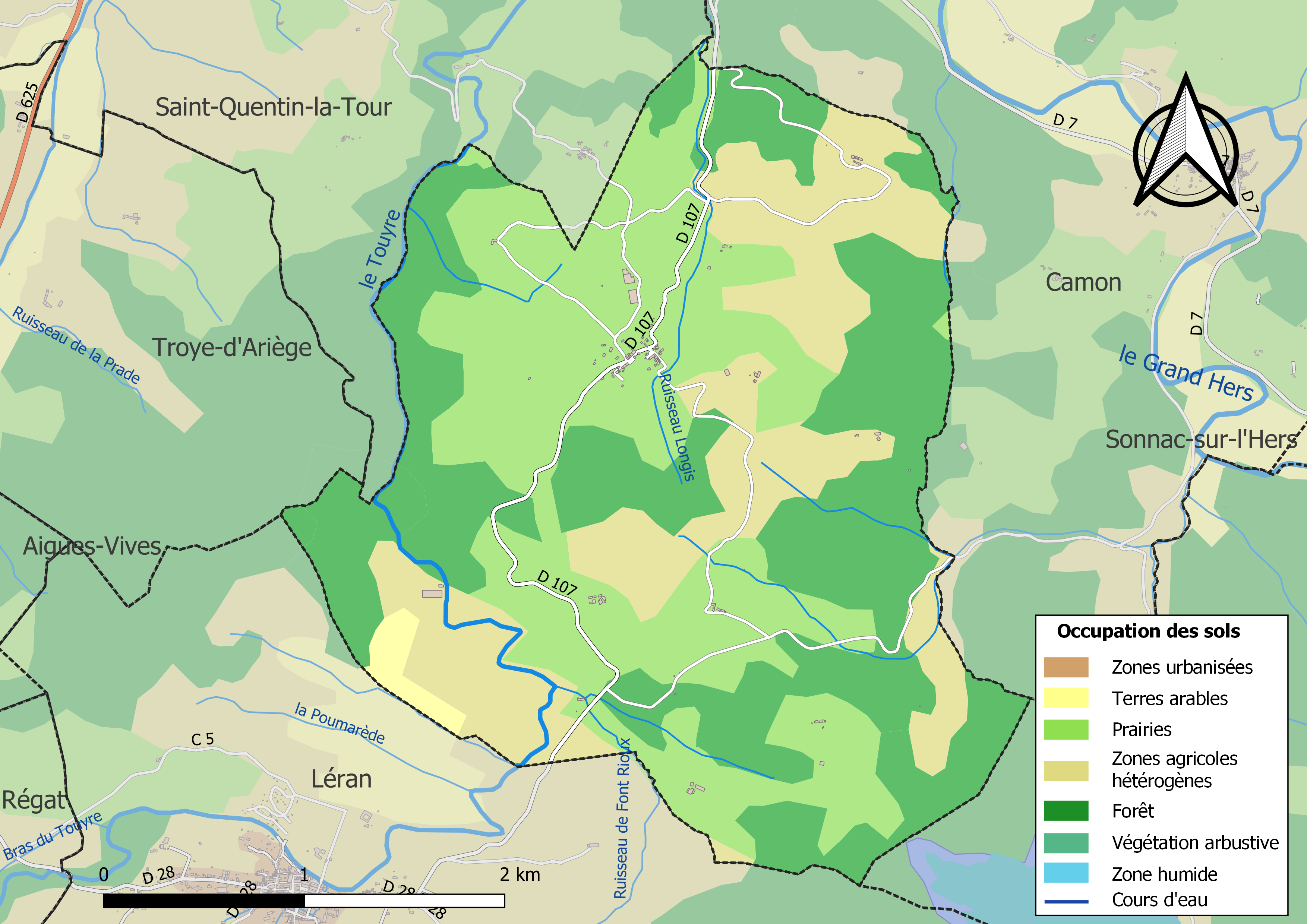
Carte des infrastructures et de l'occupation des sols de la commune en 2018 (CLC).

### Habitat et logement
En 2018, le nombre total de logements dans la commune était de 54, alors qu'il était de 47 en 2013 et de 39 en 2008.
Parmi ces logements, 73,9 % étaient des résidences principales, 20,5 % des résidences secondaires et 5,6 % des logements vacants. Ces logements étaient pour 92,3 % d'entre eux des maisons individuelles et pour 5,8 % des appartements.
Le tableau ci-dessous présente la typologie des logements à Belloc en 2018 en comparaison avec celle de l'Ariège et de la France entière. Une caractéristique marquante du parc de logements est ainsi une proportion de résidences secondaires et logements occasionnels (20,5 %) inférieure à celle du département (24,6 %) mais supérieure à celle de la France entière (9,7 %). Concernant le statut d'occupation de ces logements, 60,5 % des habitants de la commune sont propriétaires de leur logement (51,4 % en 2013), contre 66,3 % pour l'Ariège et 57,5 % pour la France entière.
| Typologie                                               | Belloc | Ariège | France entière |
| ------------------------------------------------------- | ------ | ------ | -------------- |
| Résidences principales (en %)                           | 73,9   | 65,7   | 82,1           |
| Résidences secondaires et logements occasionnels (en %) | 20,5   | 24,6   | 9,7            |
| Logements vacants (en %)                                | 5,6    | 9,7    | 8,2            |

### Risques majeurs

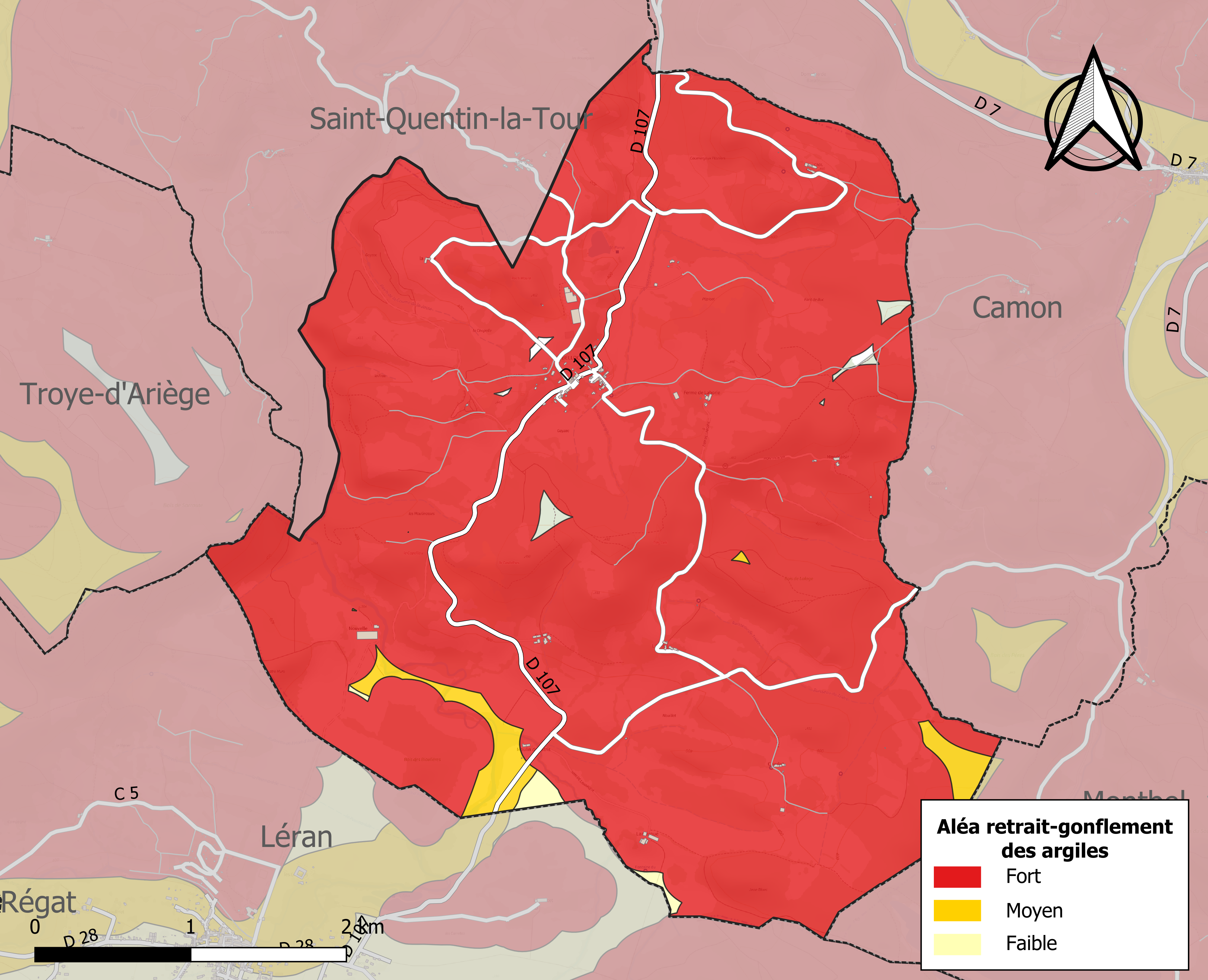
Zonage de l'aléa retrait-gonflement des argiles sur la commune de Belloc.

Le territoire de la commune de Belloc est vulnérable à différents aléas naturels : inondations, climatiques (grand froid ou canicule), feux de forêts, mouvements de terrains et séisme (sismicité faible),.
Certaines parties du territoire communal sont susceptibles d’être affectées par le risque d’inondation par débordement, crue torrentielle d'un cours d'eau, ou ruissellement d'un versant.
Les mouvements de terrains susceptibles de se produire sur la commune sont soit des chutes de blocs, soit des glissements de terrains, soit des mouvements liés au retrait-gonflement des argiles. Près de 50 % de la superficie du département est concernée par l'aléa retrait-gonflement des argiles, dont la commune de Belloc. L'inventaire national des cavités souterraines permet par ailleurs de localiser celles situées sur la commune.

## Toponymie
Le toponyme est formé de bèl « beau » et lòc, « lieu », pour donner « beau lieu ».
Le sens du toponyme est le même que pour Belloc(h) : « endroit agréable, bien situé ».

## Politique et administration

### Découpage territorial
La commune de Belloc est membre de la communauté de communes du Pays de Mirepoix, un établissement public de coopération intercommunale (EPCI) à fiscalité propre créé le 31 décembre 2013 dont le siège est à Mirepoix. Ce dernier est par ailleurs membre d'autres groupements intercommunaux.
Sur le plan administratif, elle est rattachée à l'arrondissement de Pamiers, au département de l'Ariège, en tant que circonscription administrative de l'État, et à la région Occitanie.
Sur le plan électoral, elle dépend du canton de Mirepoix pour l'élection des conseillers départementaux, depuis le redécoupage cantonal de 2014 entré en vigueur en 2015, et de la deuxième circonscription de l'Ariège  pour les élections législatives, depuis le redécoupage électoral de 1986.

### Liste des maires
| Période                                  | Période      | Identité      | Étiquette | Qualité                             |
| ---------------------------------------- | ------------ | ------------- | --------- | ----------------------------------- |
| mars 2001                                | octobre 2010 | André Barthez |           |                                     |
| 2010                                     | mai 2020     | Nicole Basset |           | Retraitée salariée du secteur privé |
| mai 2020                                 | En cours     | Éric Alard    |           | Technicien                          |
| Les données manquantes sont à compléter. |              |               |           |                                     |

## Démographie
| 1793 | 1800 | 1806 | 1821 | 1831 | 1836 | 1841 | 1846 | 1851 |
| ---- | ---- | ---- | ---- | ---- | ---- | ---- | ---- | ---- |
| 400  | 255  | 281  | 307  | 307  | 289  | 286  | 266  | 243  |

| 1856 | 1861 | 1866 | 1872 | 1876 | 1881 | 1886 | 1891 | 1896 |
| ---- | ---- | ---- | ---- | ---- | ---- | ---- | ---- | ---- |
| 222  | 219  | 212  | 194  | 211  | 172  | 196  | 156  | 139  |

| 1901 | 1906 | 1911 | 1921 | 1926 | 1931 | 1936 | 1946 | 1954 |
| ---- | ---- | ---- | ---- | ---- | ---- | ---- | ---- | ---- |
| 143  | 166  | 159  | 112  | 102  | 92   | 92   | 85   | 93   |

| 1962 | 1968 | 1975 | 1982 | 1990 | 1999 | 2006 | 2011 | 2016 |
| ---- | ---- | ---- | ---- | ---- | ---- | ---- | ---- | ---- |
| 84   | 54   | 33   | 55   | 44   | 62   | 63   | 65   | 74   |

| 2021 | 2022 | - | - | - | - | - | - | - |
| ---- | ---- | - | - | - | - | - | - | - |
| 83   | 84   | - | - | - | - | - | - | - |

## Économie

### Emploi
| Division       | 2008   | 2013   | 2018   |
| -------------- | ------ | ------ | ------ |
| Commune        | 13,7 % | 4,3 %  | 20 %   |
| Département    | 8,9 %  | 11,1 % | 11,2 % |
| France entière | 8,3 %  | 10 %   | 10 %   |

En 2018, la population âgée de 15 à 64 ans s'élève à 47 personnes, parmi lesquelles on compte 80 % d'actifs (60 % ayant un emploi et 20 % de chômeurs) et 20 % d'inactifs,. Depuis 2008, le taux de chômage communal (au sens du recensement) des 15-64 ans est supérieur à celui de la France et du département.
La commune fait partie de la couronne de l'aire d'attraction de Lavelanet, du fait qu'au moins 15 % des actifs travaillent dans le pôle,. Elle compte 15 emplois en 2018, contre 11 en 2013 et 9 en 2008. Le nombre d'actifs ayant un emploi résidant dans la commune est de 28, soit un indicateur de concentration d'emploi de 54,2 % et un taux d'activité parmi les 15 ans ou plus de 57,1 %.
Sur ces 28 actifs de 15 ans ou plus ayant un emploi, 8 travaillent dans la commune, soit 30 % des habitants. Pour se rendre au travail, 77,8 % des habitants utilisent un véhicule personnel ou de fonction à quatre roues, 7,4 % les transports en commun, 7,4 % s'y rendent en deux-roues, à vélo ou à pied et 7,4 % n'ont pas besoin de transport (travail au domicile).

### Activités hors agriculture
9 établissements sont implantés  à Belloc au 31 décembre 2019.
Le secteur du commerce de gros et de détail, des transports, de l'hébergement et de la restauration est prépondérant sur la commune puisqu'il représente 44,4 % du nombre total d'établissements de la commune (4 sur les 9 entreprises implantées  à Belloc), contre 27,5 % au niveau départemental.

### Agriculture
|                                   | 1988 | 2000 | 2010 |
| --------------------------------- | ---- | ---- | ---- |
| Exploitations                     | 5    | 5    | 2    |
| Superficie agricole utilisée (ha) | 528  | 513  | 576  |

La commune fait partie de la petite région agricole dénommée « Coteaux de l'Ariège ». En 2010, l'orientation technico-économique de l'agriculture  sur la commune est l'élevage de bovins pour la viande. Deux exploitations agricoles ayant leur siège dans la commune sont dénombrées lors du recensement agricole de 2010 (cinq en 1988). La superficie agricole utilisée est de 576 ha.

## Culture locale et patrimoine

### Lieux et monuments
- Château de Laval (privé).
- L'église paroissiale, dédiée à l'Exaltation de la Sainte-Croix.

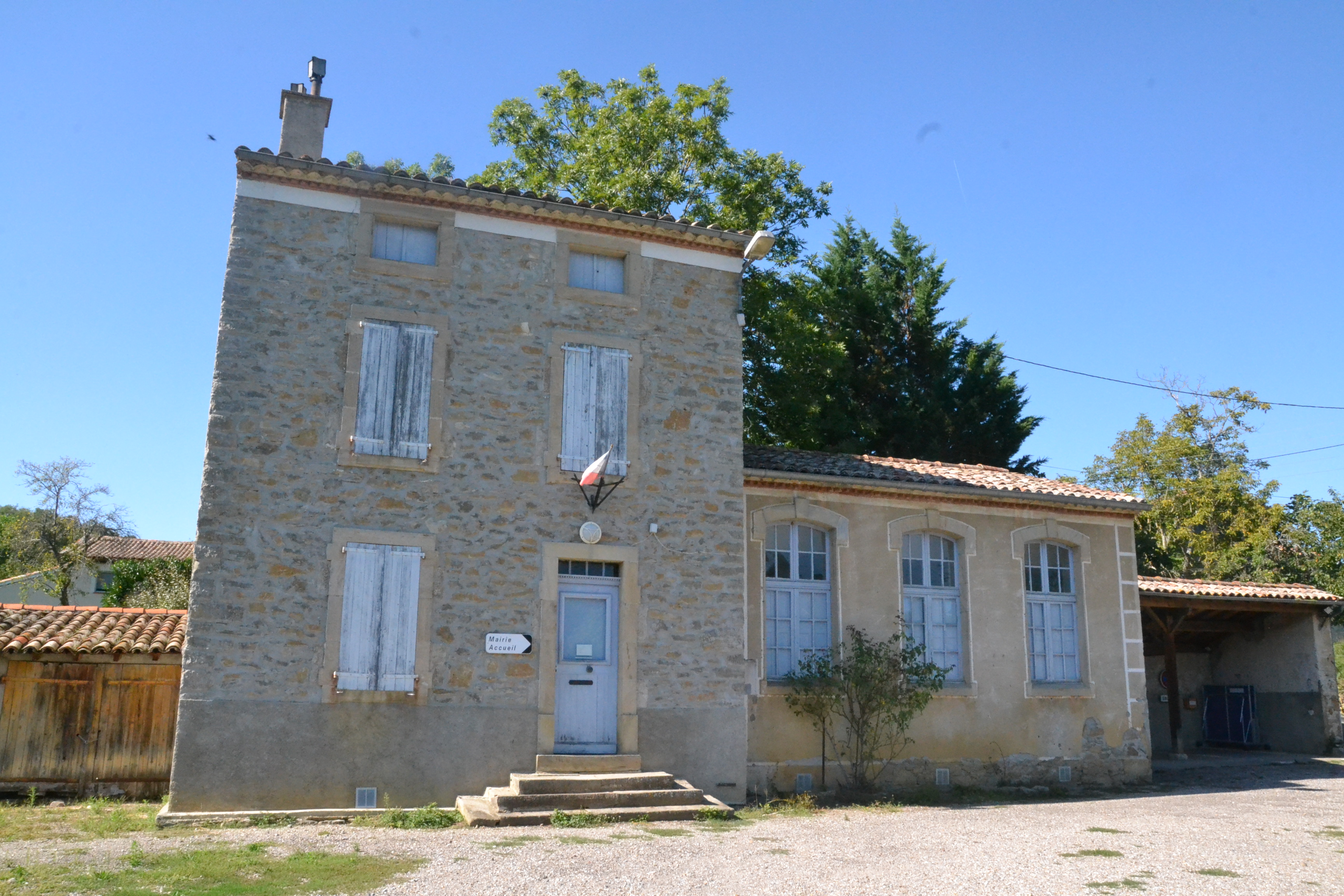
La mairie.
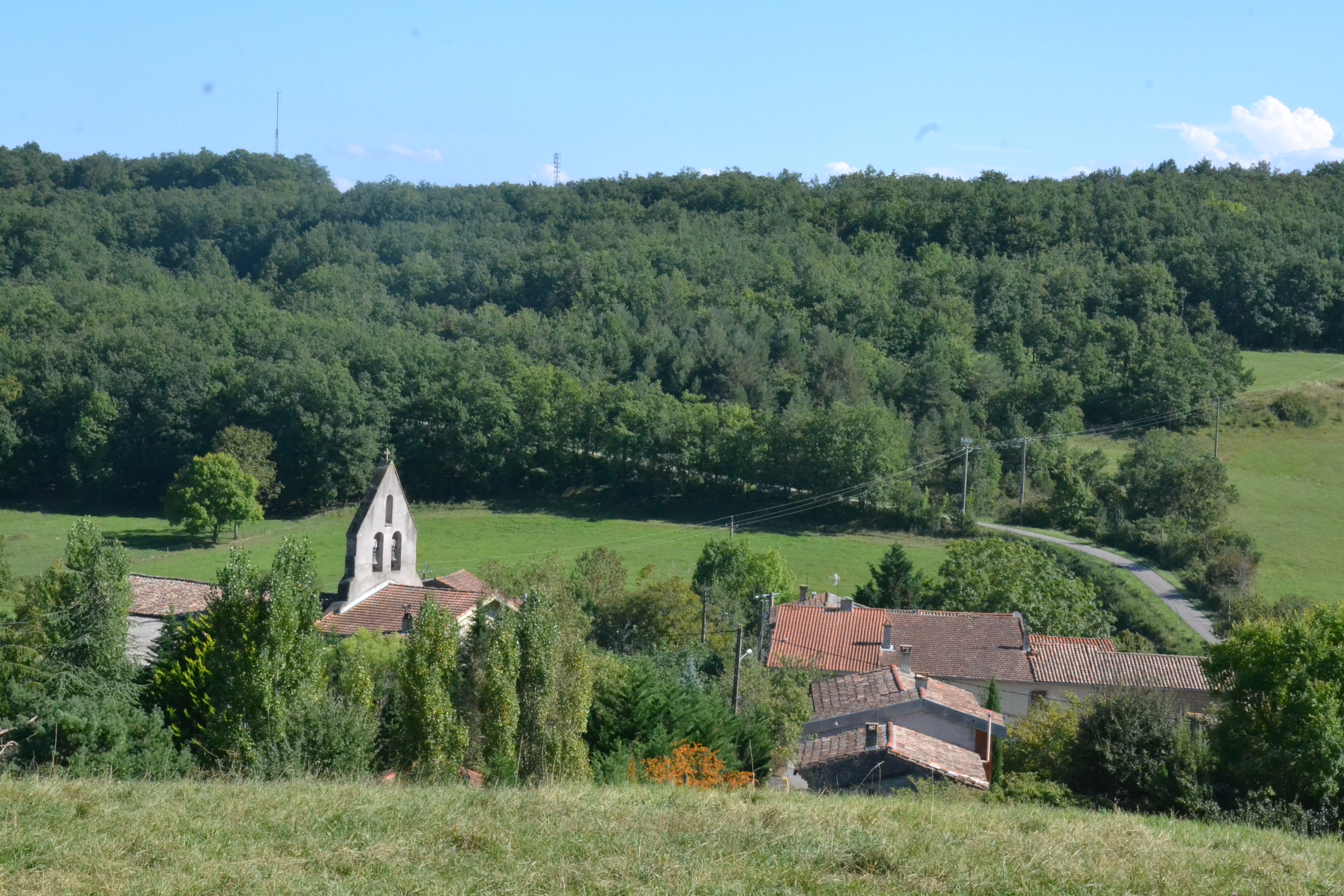
Vue sur le village.
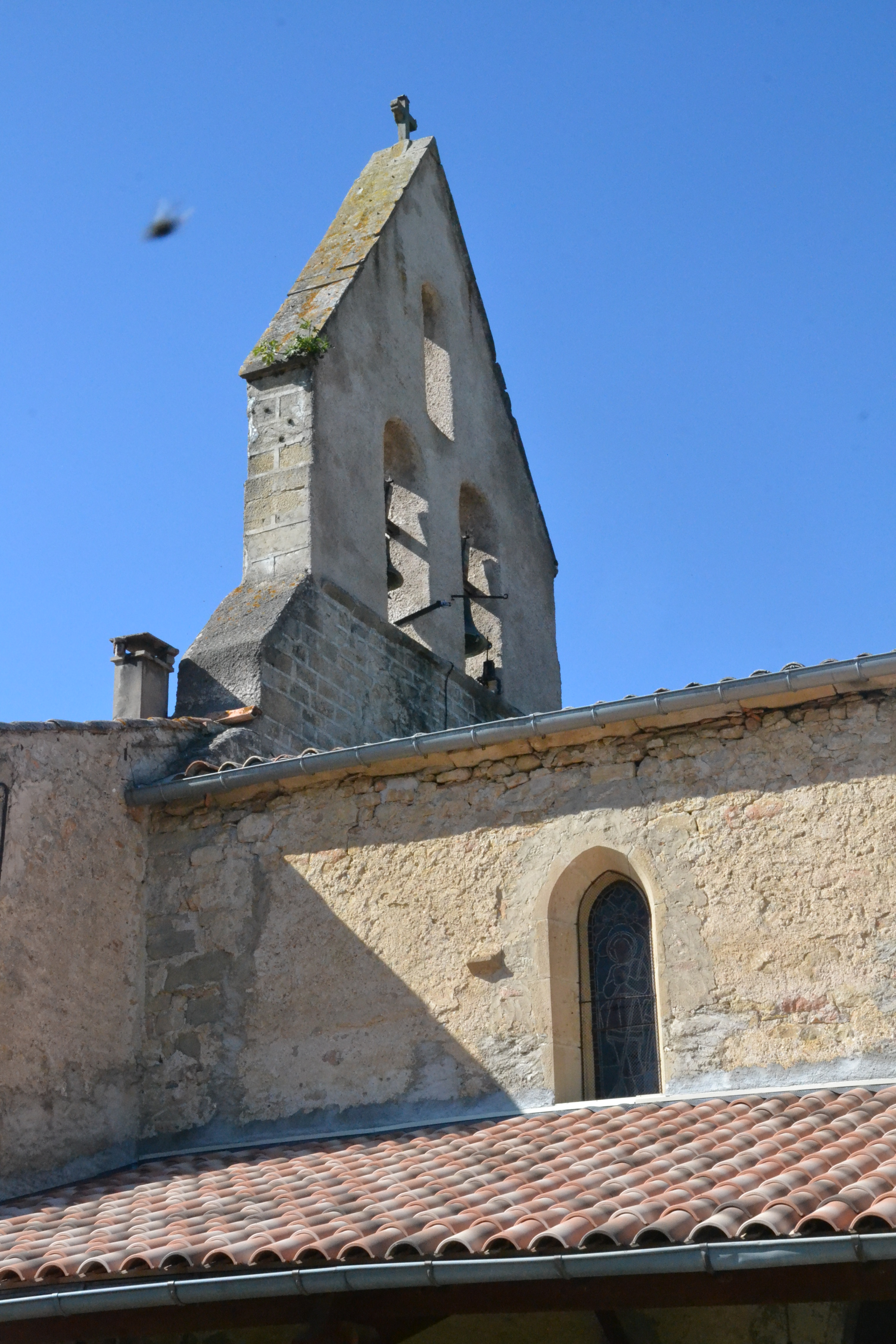
Église de l'Exaltation-de-la-Sainte-Croix.
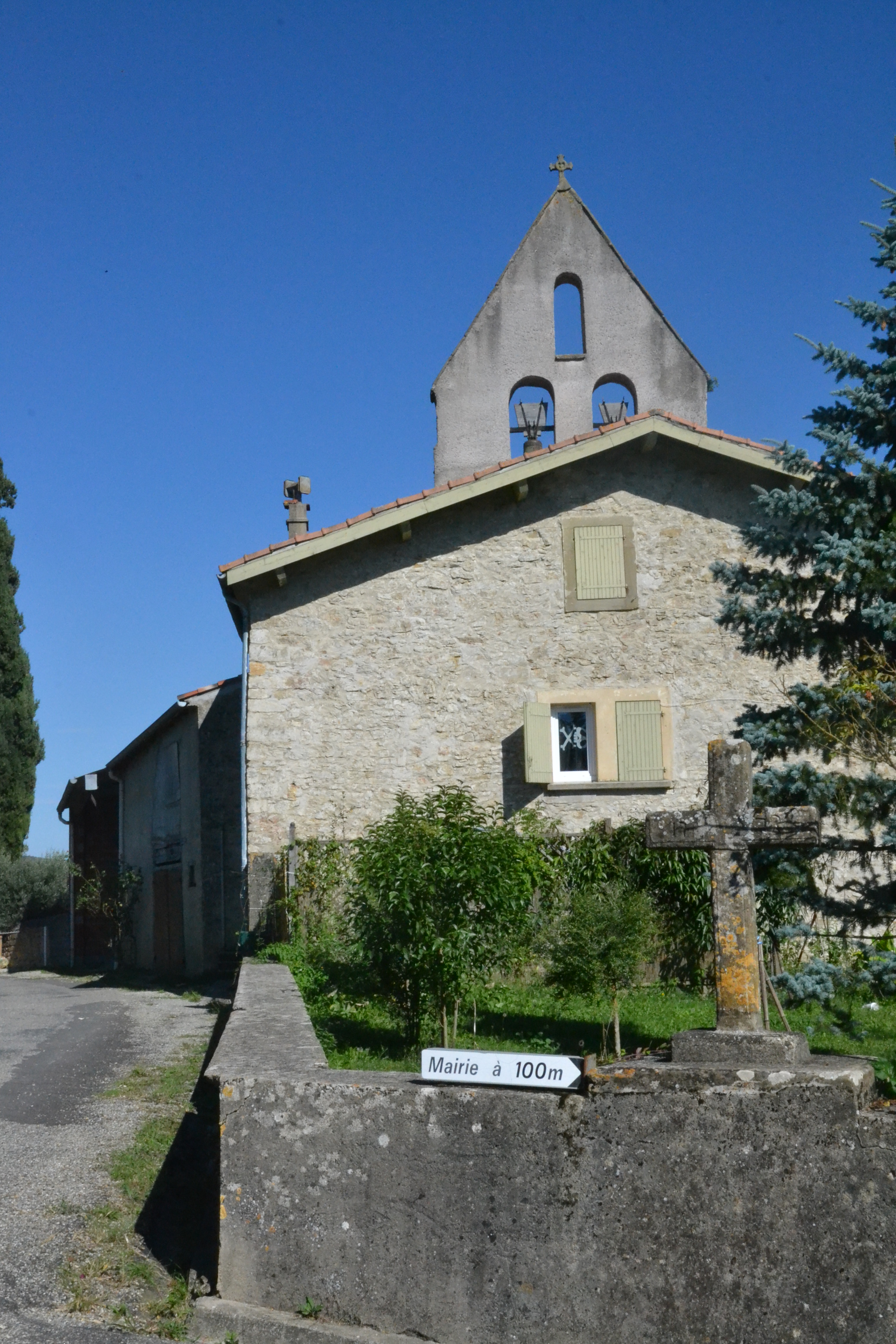
Église de l'Exaltation-de-la-Sainte-Croix.
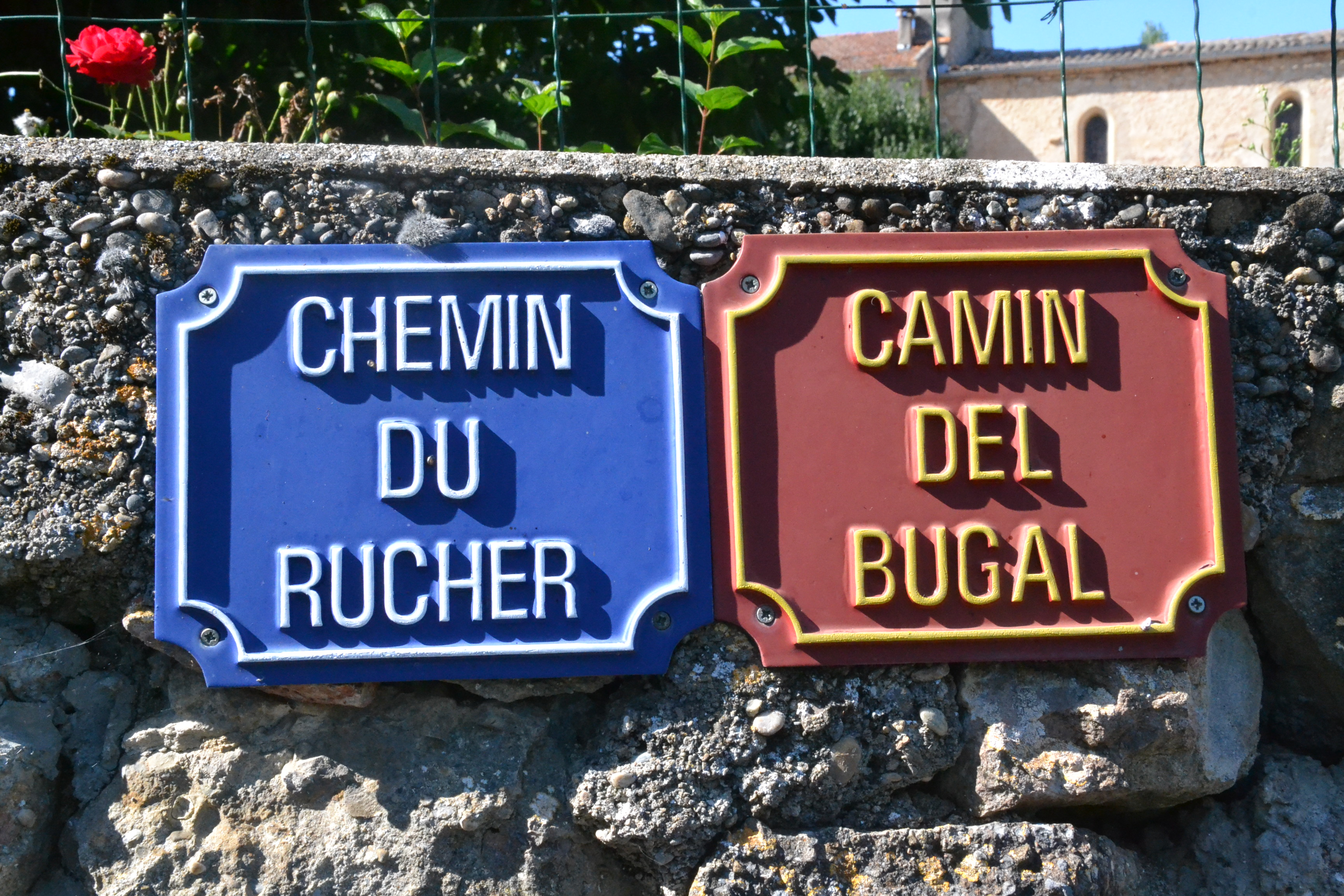
Panneaux de rue français-occitan.

### Personnalités liées à la commune
- Fabien Barthez.
- Ferdinand Boire fondateur en 1893 de la Société L'Avenir du Prolétariat, élu maire de Belloc en 1912.

### Héraldique
| Blason de Belloc | Blason  | D'or à la croix latine d'argent.                                                                           |
| Blason de Belloc | Détails | * Il y a là non-respect de la règle de contrariété des couleurs : ces armes sont fautives (argent sur or). |

## Pour approfondir